# Hinds megye
Hinds megye az Amerikai Egyesült Államokban, azon belül Mississippi államban található. Megyeszékhelye Jackson és Raymond. Lakosainak száma 227 742 fő (2020. április 1.). Hinds megye Yazoo, Copiah, Rankin, Madison, Warren, Claiborne és Simpson megyékkel határos.

## Népesség
A megye népességének változása:
| Lakosok száma | 245 676 | 248 304 | 248 149 | 244 899 | 242 891 | 227 742 |
|               | 2010    | 2011    | 2012    | 2013    | 2015    | 2020    |